# Andy McDonald
Andy McDonald (* 25. August 1977 in Strathroy, Ontario) ist ein ehemaliger kanadischer Eishockeyspieler, der im Verlauf seiner aktiven Karriere zwischen 1996 und 2013 unter anderem 741 Spiele für die Mighty Ducks of Anaheim bzw. Anaheim Ducks und St. Louis Blues in der National Hockey League auf der Position des Centers bestritten hat. Seinen größten Karriereerfolg feierte McDonald im Trikot der Anaheim Ducks mit dem Gewinn des Stanley Cups im Jahr 2007.

## Karriere

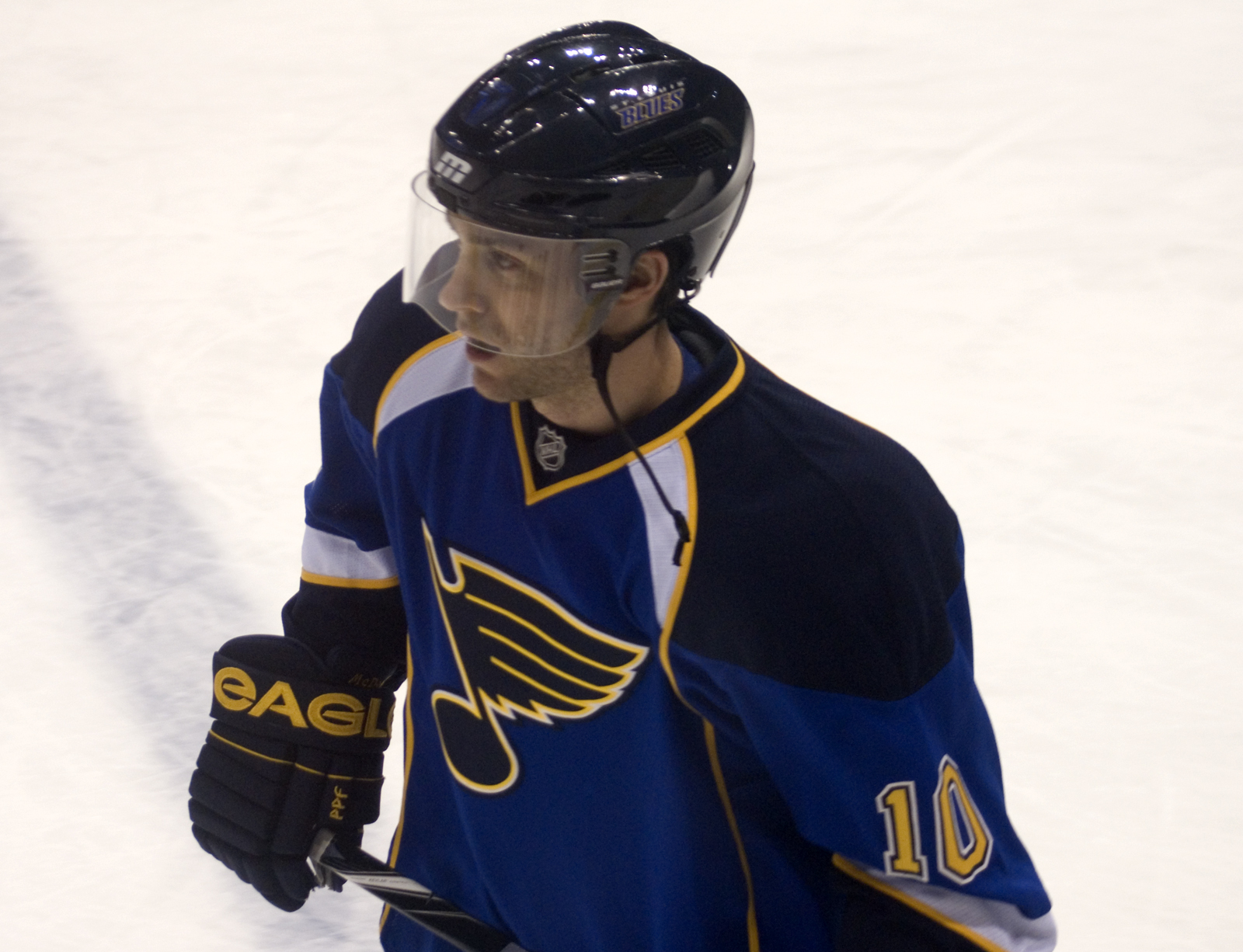
McDonald im Trikot der St. Louis Blues

McDonald spielte zunächst in der Western Junior B Hockey League für die Strathroy Blades und Strathroy Rockets. In seiner ersten kompletten Saison wurde Andy McDonald zum Most Valuable Player der gesamten Spielzeit gewählt. 1995/96 wiederholte er dies und wurde außerdem MVP der Playoff. Anschließend ging McDonald an die Colgate University, wo er die folgenden vier Jahre für das dortige Team in der ECAC, eine Liga im Spielbetrieb der National Collegiate Athletic Association, spielte. In der Saison 1999/00 wurde Andy McDonald als Spieler des Jahres ausgezeichnet.
Nach Abschluss des Studiums 2000 unterschrieb McDonald als Free Agent einen Vertrag bei den Mighty Ducks of Anaheim in die NHL. Während des Lockouts 2004/05 spielte der Kanadier in der DEL zusammen mit Marco Sturm, Jamie Langenbrunner und Aaron Ward für den ERC Ingolstadt.
In der Saison 2006/07 wurde Andy McDonald, dessen Spitzname AndyMac ist, erstmals in das All-Star-Team der Western Conference berufen. Mit den Ducks gewann er zudem zum ersten Mal in seiner Karriere den Stanley Cup. Nachdem er schwach in die Saison 2007/08 gestartet war, transferierten ihn die Anaheim Ducks am 14. Dezember 2007 im Austausch für Doug Weight, Michal Birner und einem Siebtrunden-Wahlrecht im NHL Entry Draft 2008 zu den St. Louis Blues. Im Juni 2013 beendete McDonald, der im Verlauf seiner Karriere fünf Gehirnerschütterungen erlitten hatte, aufgrund der Nachwirkungen dieser Symptome seine aktive Laufbahn.

### International
Andy McDonald gehörte zum kanadischen Nationalteam bei der Weltmeisterschaft 2002 in Schweden.

## Erfolge und Auszeichnungen
| - 1996 OJHL-B Spieler des Jahres - 1999 ECAC Second All-Star Team - 2000 ECAC First All-Star Team - 2000 ECAC-Spieler des Jahres | - 2000 NCAA East First All-American Team - 2007 Teilnahme am NHL All-Star Game - 2007 Stanley-Cup-Gewinn mit den Anaheim Ducks |

## Karrierestatistik

### International
Vertrat Kanada bei:
- Weltmeisterschaft 2002

(Legende zur Spielerstatistik: Sp oder GP = absolvierte Spiele; T oder G = erzielte Tore; V oder A = erzielte Assists; Pkt oder Pts = erzielte Scorerpunkte; SM oder PIM = erhaltene Strafminuten; +/− = Plus/Minus-Bilanz; PP = erzielte Überzahltore; SH = erzielte Unterzahltore; GW = erzielte Siegtore; 1 Play-downs/Relegation; Kursiv: Statistik nicht vollständig)